# Dyscia holli
Dyscia holli är en fjärilsart som beskrevs av Charles Oberthür 1910. Dyscia holli ingår i släktet Dyscia och familjen mätare. Inga underarter finns listade i Catalogue of Life.